# Mercedes-Benz W126
W126 is een modelreeks van de topklasse van Mercedes-Benz. De productie startte in september 1979 en werd beëindigd in oktober 1991. De W126 was de tweede serie met de officiële naam S-Klasse, bedoeld als Sonderklasse of 'super-klasse' in het Nederlands. De W126 was de opvolger van de W116 en werd vervangen door de W140.
De sedans waren verkrijgbaar als S, SE en SEL. De 'E' staat voor Einspritzer (Duits voor injectiemotor) en 'L' betekent Lang. De wielbasis van de SEL is 14 cm langer. De serie werd geleverd met vier benzinemotoren in dertien vermogensversies. In de VS en Canada was de auto ook leverbaar met een dieselmotor. Deze versie heette SD en had als SDL een verlengde wielbasis.
De W126 was een logisch vervolg op de revolutionaire W116. Het koetswerk was nieuw terwijl het onderstel en de motoren waren gemodificeerd. Mercedes kwam tegemoet aan enkele punten van kritiek op de W116. Het brandstofverbruik werd in twee stappen verlaagd en het geluidsniveau werd via een carrosserie met een zeer lage luchtweerstand teruggedrongen. De prestaties van de auto's verbeterden door een lager gewicht en een gunstigere stroomlijn.
In de herfst van 1985 kreeg de serie een facelift. Aan de buitenzijde is deze te herkennen aan de gladde bumpers en de gladde zijbeplating. Ook het interieur werd licht vernieuwd. De zescilindermotoren werden vervangen door een nieuw type waardoor alle benzinemotoren nu benzine-injectie hadden. Er kwam ook een vergrote 8-cilindermotor met 5,6 liter cilinderinhoud en 300 pk beschikbaar. Hiermee bereikten de auto's een topsnelheid van 250 km/h.
In de W126 is een aantal belangrijke veiligheidstechnieken geïntroduceerd zoals een elektronisch gestuurd ABS. Ook was het een van de eerste auto's waarbij zeer uitgebreide crashtests werden uitgevoerd.
De uitstekende eigenschappen en de hoge bouwkwaliteit van de auto's leidde tot een enorm verkoopsucces. De serie beleefde een ongekend lange productieperiode van 12 jaar. In totaal zijn 818.063 voertuigen van de W126 geproduceerd. Bruno Sacco was verantwoordelijk voor het ontwerp.

## De modellen
De W126 serie werd in eerste instantie geproduceerd met 280, 380, en 500 motoren (genummerd naar cilinderinhoud). Na de (eerste voor de S-Klasse) face-lift werd dit 260, 300, 350, 420, 500, en 560. De verkrijgbare carrosserieën waren SE (standaard wielbasis), SEL (lange wielbasis) en de SEC (coupé). In de Verenigde Staten waren ook diesels verkrijgbaar.

### W126 (1979-1985)
| Type code | Bouwjaar  | Uitvoering | Motor                                             | Markt                     |
| --------- | --------- | ---------- | ------------------------------------------------- | ------------------------- |
| W126.021  | 1979-1985 | 280 S      | M110.924 2,8 liter 6-cilinder in lijn carburateur | niet voor USA             |
| W126.022  | 1980-1985 | 280 SE     | M110.987 2,8 liter 6-cilinder in lijn injectie    | niet voor USA             |
| W126.023  | 1981-1985 | 280 SEL    | M110.987 2,8 liter 6-cilinder in lijn injectie    | niet voor USA             |
| W126.12   | 1981-1985 | 300 SD     | OM617.951 3,0 liter 5-cilinder in lijn diesel     | Alleen voor USA en Canada |
| W126.032  | 1984-1985 | 380 SE     | M116.963 3,8 liter V8                             |                           |
| W126.033  | 1981-1983 | 380 SEL    | M116.963 3,8 liter V8                             |                           |
| W126.043  | 1982-1983 | 380 SEC    | M116.963 3,8 liter V8                             |                           |
| W126.036  | 1984-1985 | 500 SE     | M117.963 5,0 liter V8                             | niet voor USA & Australia |
| W126.037  | 1984-1985 | 500 SEL    | M117.963 5,0 liter V8                             | alleen voor USA en Canada |
| W126.044  | 1984-1985 | 500 SEC    | M117.963 5,0 liter V8                             | alleen voor USA en Canada |

### W126 (1985-1991)
| Type code | Bouwjaar  | Uitvoering | Motor                                         | Markt                       |
| --------- | --------- | ---------- | --------------------------------------------- | --------------------------- |
| W126.020  | 1986-1991 | 260 SE     | M103.941 2,6 liter 6-cilinder in lijn         | niet voor USA & Australia   |
| W126.024  | 1985-1991 | 300 SE     | M103.981 3,0 liter 6-cilinder in lijn         | in Australia alleen '12-'91 |
| W126.025  | 1988-1991 | 300 SEL    | M103.981 3,0 liter 6-cilinder in lijn         | in USA alleen '89-'91       |
| W126.125  | 1986-1987 | 300 SDL    | OM603.961 3,0 liter diesel 6-cilinder in lijn | alleen voor USA             |
| W126.134  | 1991      | 350 SD     | OM603.97 3,5 liter diesel 6-cilinder in lijn  | alleen voor USA             |
| W126.135  | 1990-1991 | 350 SDL    | OM603.97 3,5 liter diesel 6-cilinder in lijn  | alleen voor USA             |
| W126.034  | 1986-1991 | 420 SE     | M116.965 4,2 liter V8                         | niet voor USA               |
| W126.035  | 1986-1991 | 420 SEL    | M116.965 4,2 liter V8                         |                             |
| W126.046  | 1986-1991 | 420 SEC    | M116.965 4,2 liter V8                         | niet voor USA               |
| W126.036  | 1986-1991 | 500 SE     | M117.965 5,0 liter V8                         | niet voor USA               |
| W126.037  | 1986-1991 | 500 SEL    | M117.965 5,0 liter V8                         | niet voor USA               |
| W126.044  | 1986-1991 | 500 SEC    | M117.965 5,0 liter V8                         | niet voor USA               |
| W126.038  | 1986-1991 | 560 SE     | M117.968 5,6 liter V8                         | niet voor USA & Australia   |
| W126.039  | 1986-1991 | 560 SEL    | M117.968 5,6 liter V8                         |                             |
| W126.045  | 1986-1991 | 560 SEC    | M117.968 5,6 liter V8                         |                             |

## Productie-aantallen

### Sedan

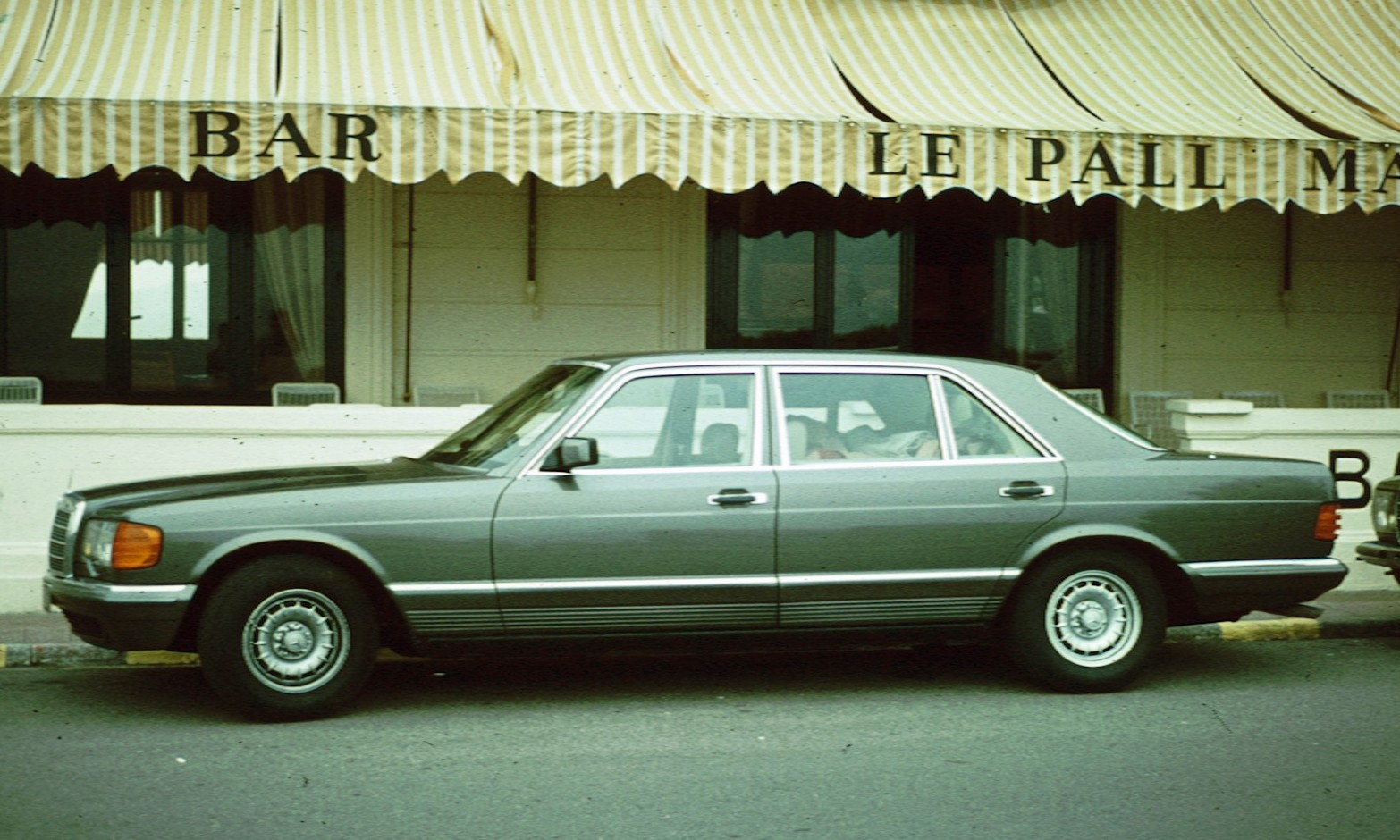
Mercedes-Benz W126 SEL 1981 (lange wielbasis)

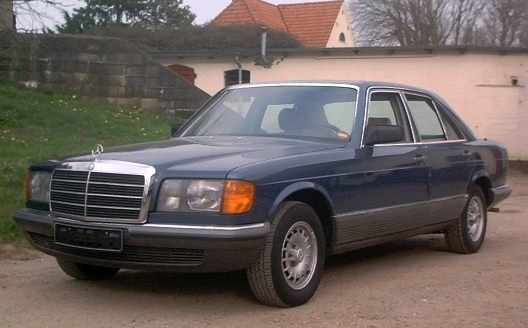
Mercedes-Benz W126 SE

| Model   | Bouwjaar  | Aantal  |
| ------- | --------- | ------- |
| 260 SE  | 1985-1991 | 20.836  |
| 280 S   | 1979-1985 | 42.996  |
| 280 SE  | 1979-1985 | 133.955 |
| 280 SEL | 1980-1985 | 20.655  |
| 300 SE  | 1985−1991 | 105.422 |
| 300 SEL | 1985-1993 | 40.956  |
| 380 SE  | 1979-1985 | 58.239  |
| 380 SEL | 1980-1985 | 27.014  |
| 420 SE  | 1985-1991 | 13.996  |
| 420 SEL | 1985-1991 | 74.017  |
| 500 SE  | 1979-1991 | 33.418  |
| 500 SEL | 1980-1991 | 72.733  |
| 560 SE  | 1988-1990 | 1.151   |
| 560 SEL | 1985-1991 | 75.071  |
| 300 SD  | 1980-1985 | 78.725  |
| 300 SDL | 1986-1987 | 13.830  |
| 350 SD  | 1990-1991 | 2.066   |
| 350 SDL | 1990-1991 | 2.925   |
| Totaal  | Totaal    | 818.105 |

### Coupé modellen

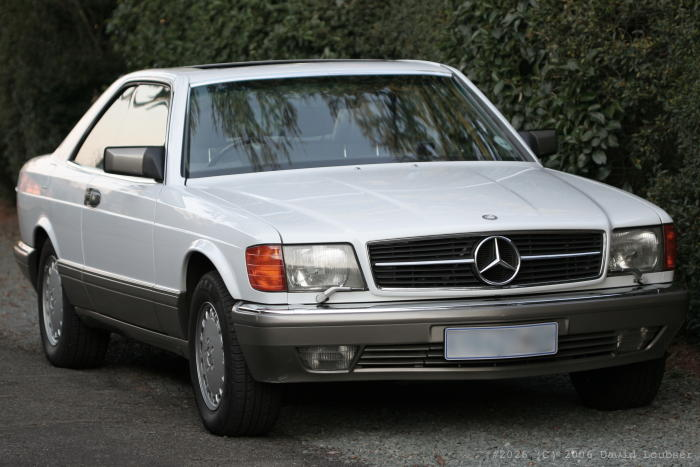
Mercedes-Benz 560 SEC coupé

| Model   | Bouwjaar  | Aantal |
| ------- | --------- | ------ |
| 380 SEC | 1981-1985 | 11.267 |
| 420 SEC | 1985-1991 | 3.680  |
| 500 SEC | 1981-1991 | 30.184 |
| 560 SEC | 1985-1991 | 28.929 |
| Totaal  | Totaal    | 74.060 |